# Mariehamn
Mariehamn ou Maarianhamina (sueco: Mariehamn,  PRONÚNCIA; finlandês: Maarianhamina , PRONÚNCIA) é a capital e a única cidade do arquipélago autónomo da Åland, situado no mar Báltico, entre a Finlândia e a Suécia. É a única região finlandesa com o sueco como única língua oficial.

Está situada no sul da ilha Fasta Åland, a maior do arquipélago.

Tem uma populacão de 11 825 habitantes (2023). 

Pertence à região da Åland, constituída por milhares de ilhas, na maior parte desabitadas.

É uma cidade de expressão maioritária sueca (enspråkigt svensk).

## História
A cidade foi fundada em 1861 pelo imperador russo Alexandre II, recebendo tal nome em homenagem a Maria Alexandrovna, a imperatriz consorte. Åland e Mariehamn têm uma grande tradição e fama na navegação. O veleiro Pommern, que está ancorado no porto de Mariehamn, é usado como museu. O famoso navio holandês Jan Nieveen (atualmente, chamado F. P. von Knorring) também pode ser encontrado em Mariehamn.

## Economia

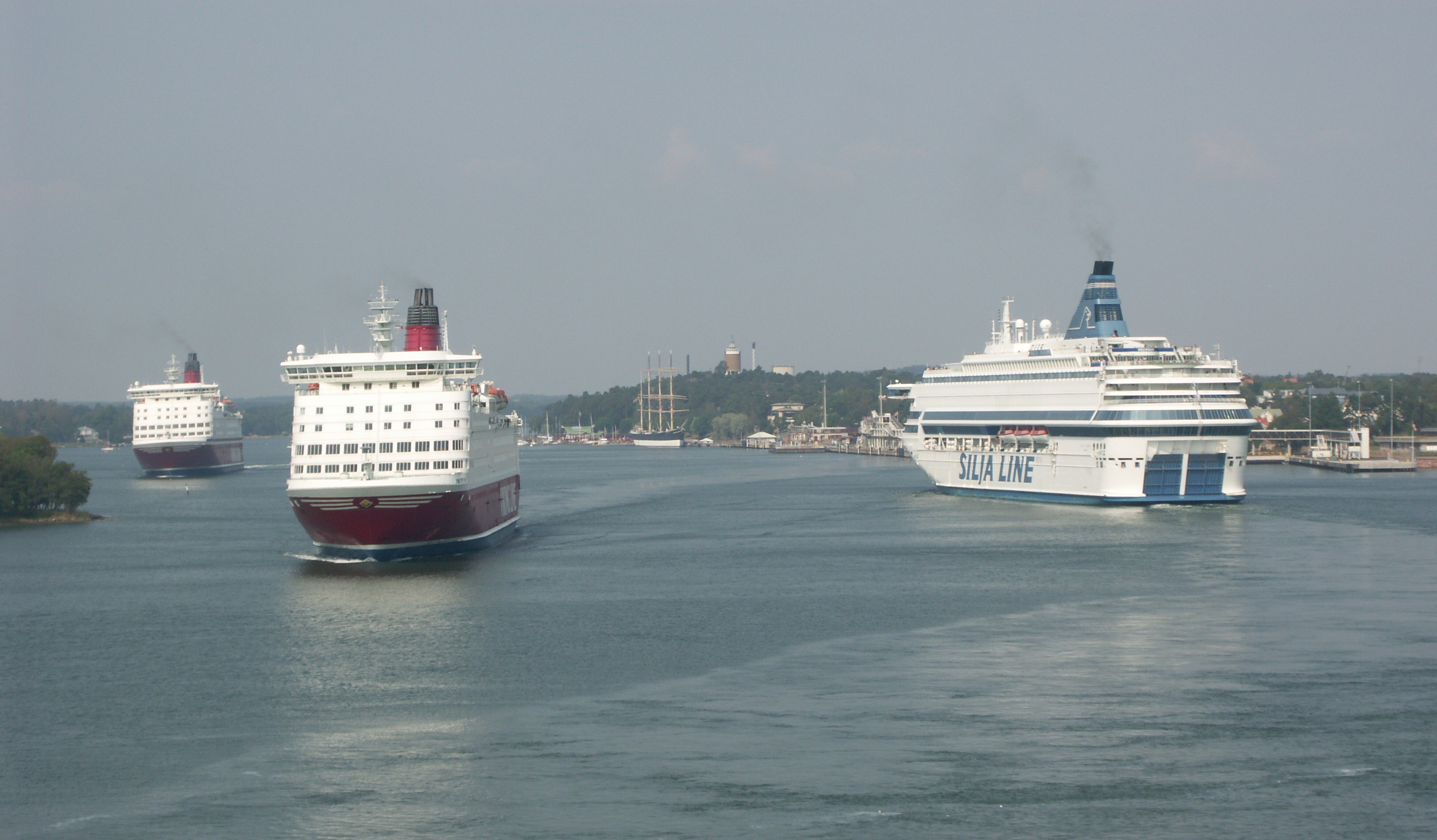
Embarcações de turismo no porto de Västerhamn.

A economia de Mariehamn está dominada pelo turismo,  navegação e comércio.

## Comunicações

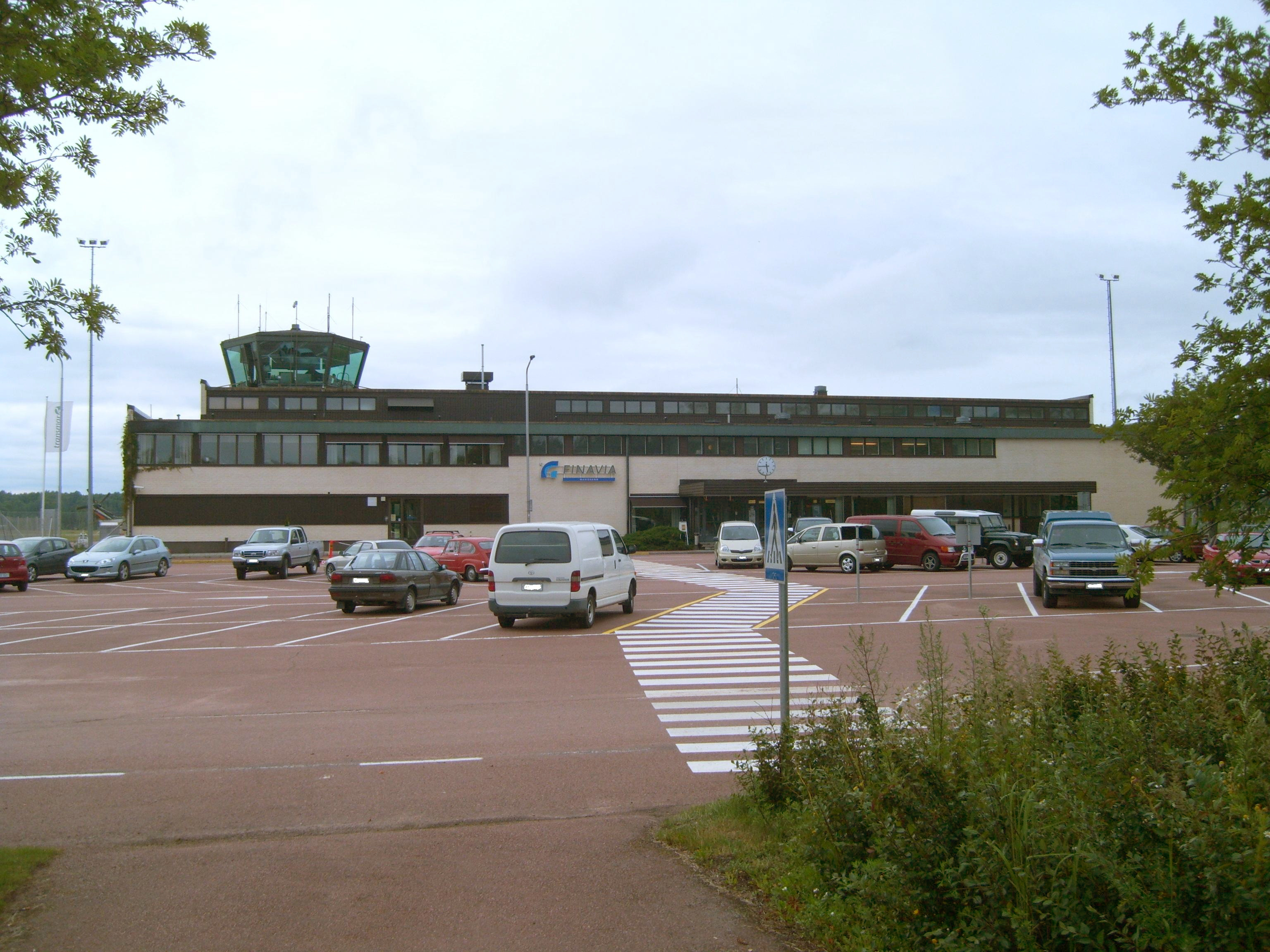
O aeroporto de Mariehamn.

Dispõe do aeroporto de Mariehamn (Mariehamns flygplats) a 4 km da cidade e do porto de passageiros de Västerhamn, com ligações à Suécia, Finlândia e Estónia.

## Evolução da população
| Ano  | População                 |
| ---- | ------------------------- |
| 1987 | 9.966                     |
| 1990 | 10.263                    |
| 1997 | 10.408                    |
| 2000 | 10.488                    |
| 2002 | 10.632                    |
| 2004 | 10.712                    |
| 2006 | 10.824                    |
| 2008 | 11.005                    |
| 2009 | 11.123                    |
| 2010 | 11.190                    |
| 2011 | 11.262                    |
| 2012 | 11.345                    |
| 2013 | 11.446[carece de fontes?] |

## Património histórico, cultural e turístico

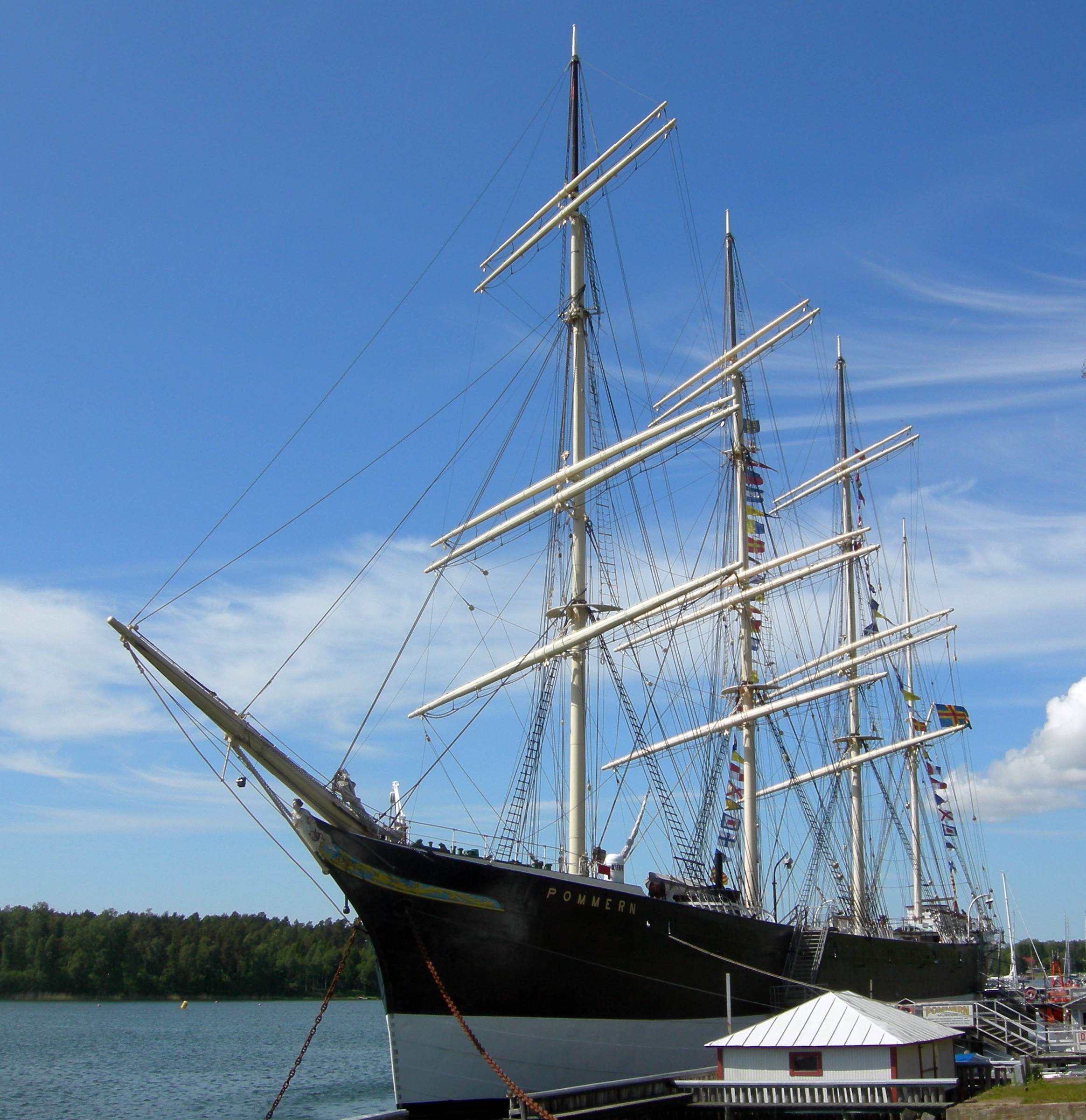
O navio-museu Pommern está ancorado no porto de Västerhamn

A cidade dispõe de um património turístico e cultural, onde pode ser destacado:

- Museu da Navegação da Åland (Ålands sjöfartsmuseum)
- Navio-museu do veleiro Pommern
- Museu da Åland (Ålands museum)
- Parlamento de Åland (Lagtinget)
- Castelo de Kastelholm (Kastelholms slott, castelo medieval, perto da cidade)
- Museu de Arte da Åland (Ålands konstmuseum)

## Desporto
A cidade é sede do clube de futebol IFK Mariehamn. 

## Cidades-irmãs
As cidades-irmãs de Mariehamn são:
- Kópavogur, Islândia
- Kragerø, Noruega
- Kuressaare, Estônia
- Lomonosov, Rússia
- Slagelse, Dinamarca
- Tórshavn, Ilhas Faroe
- Valkeakoski, Finlândia
- Visby, Suécia

## Galeria

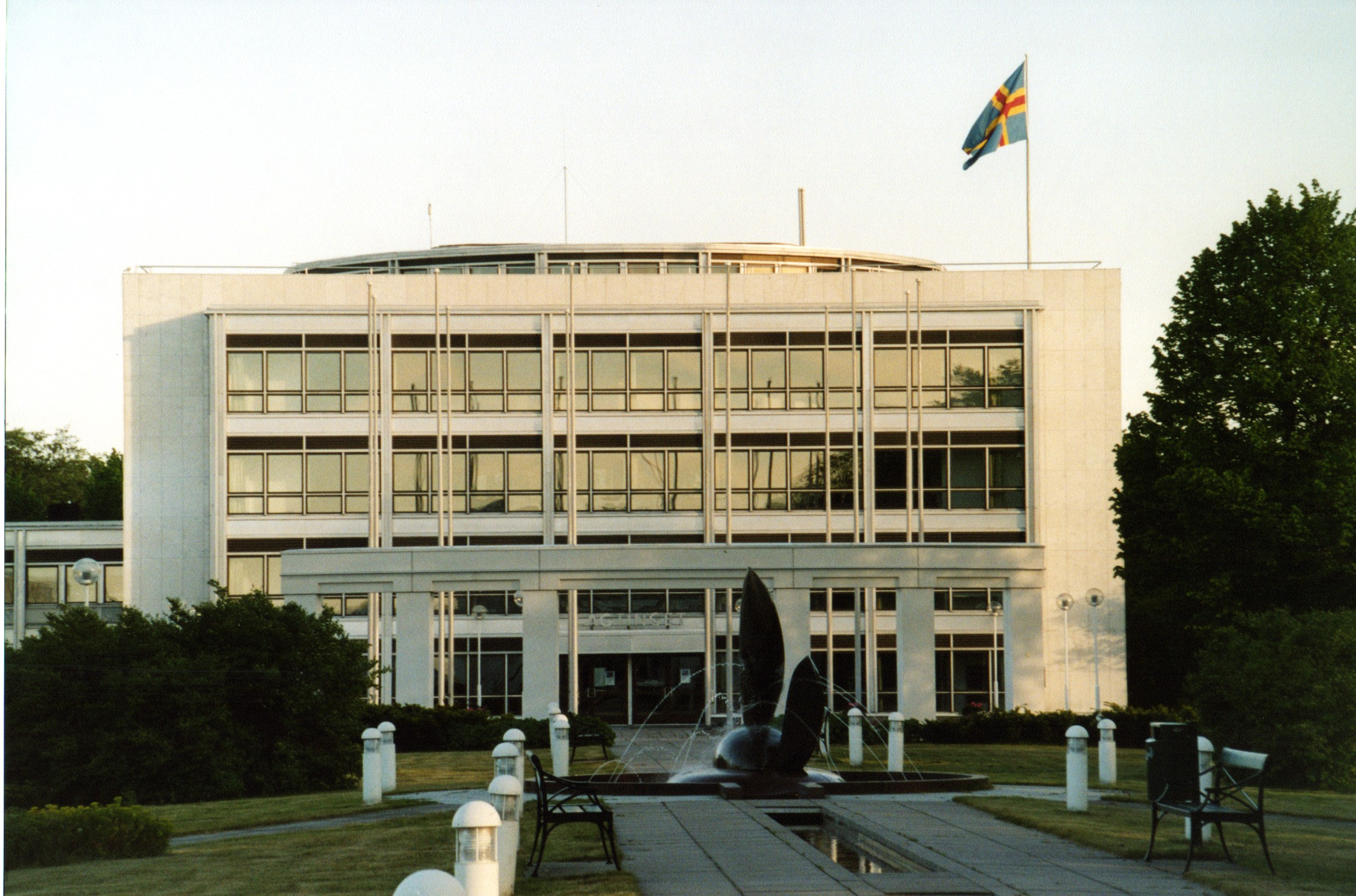
Parlamento das ilhas Åland, em Mariehamn
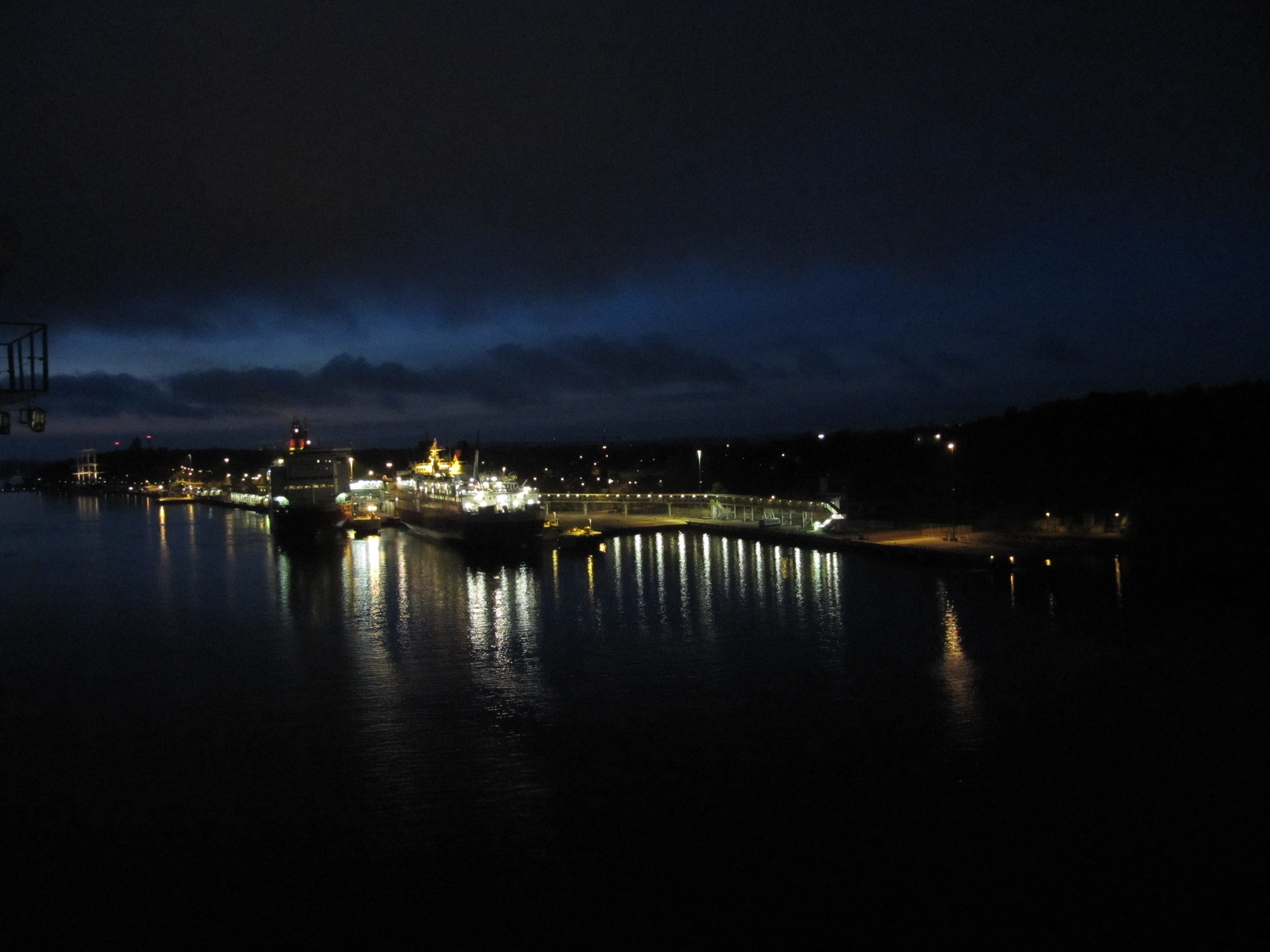
Porto
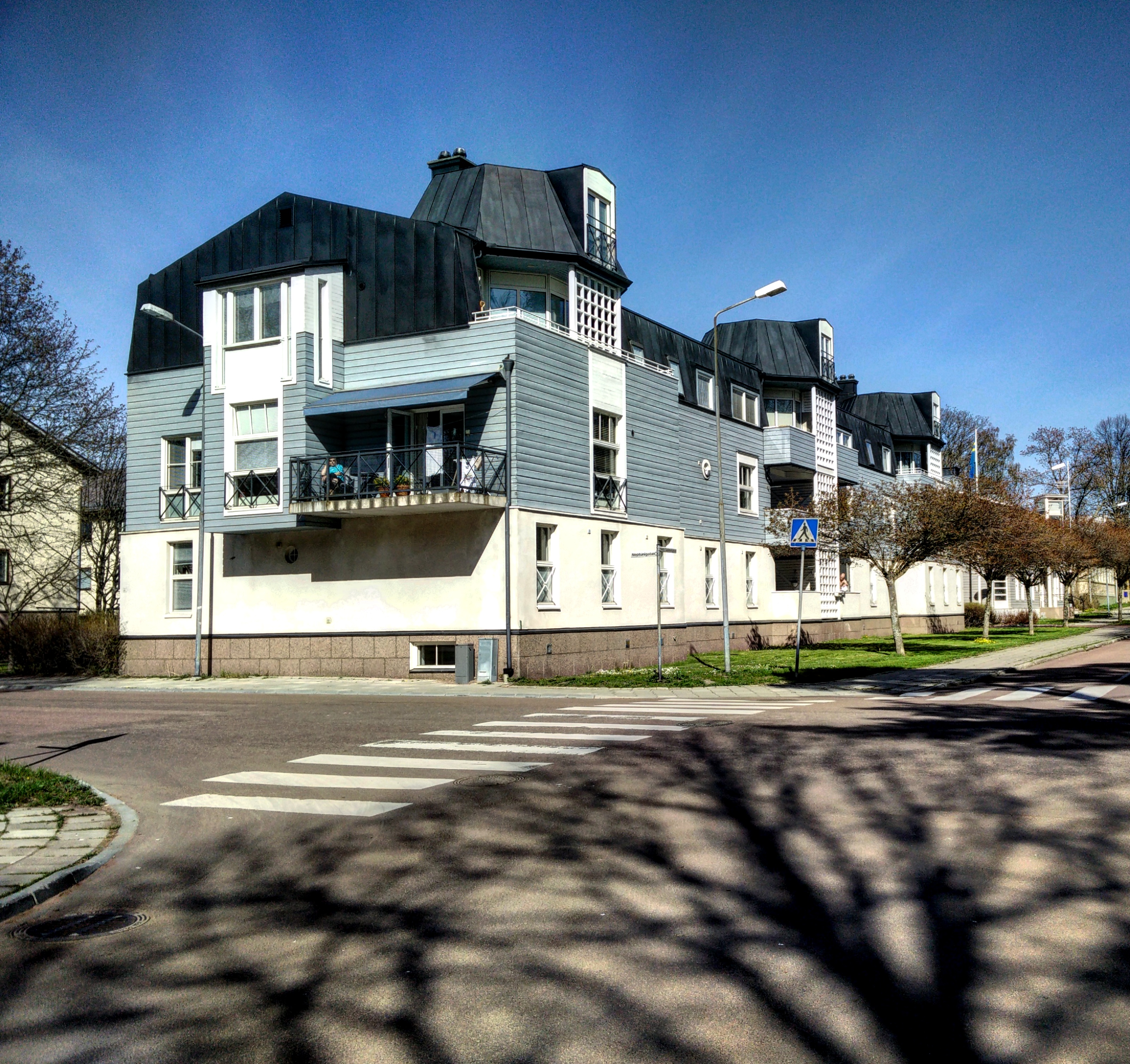
Casas com fachada de madeira
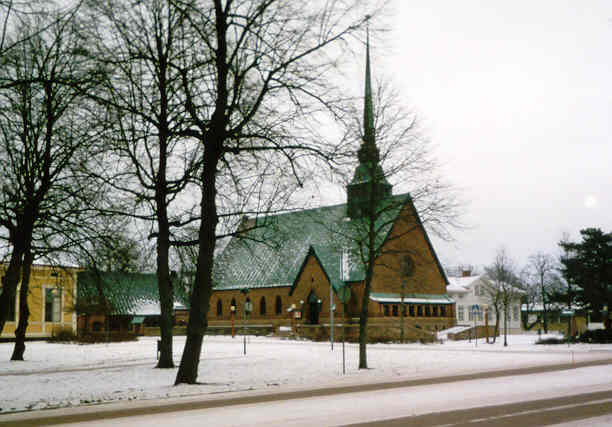
A igreja de Mariehamn
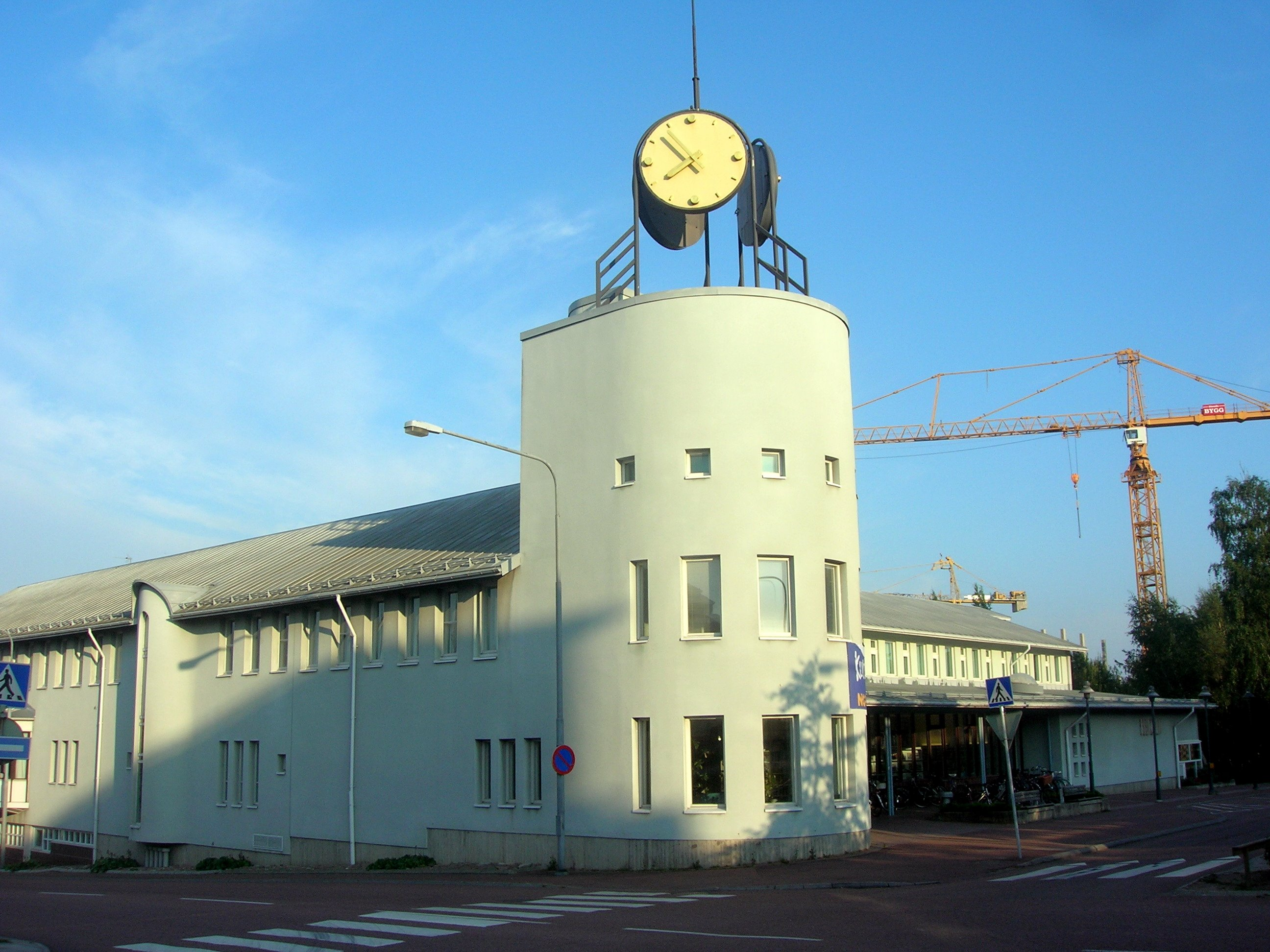
A biblioteca municipal
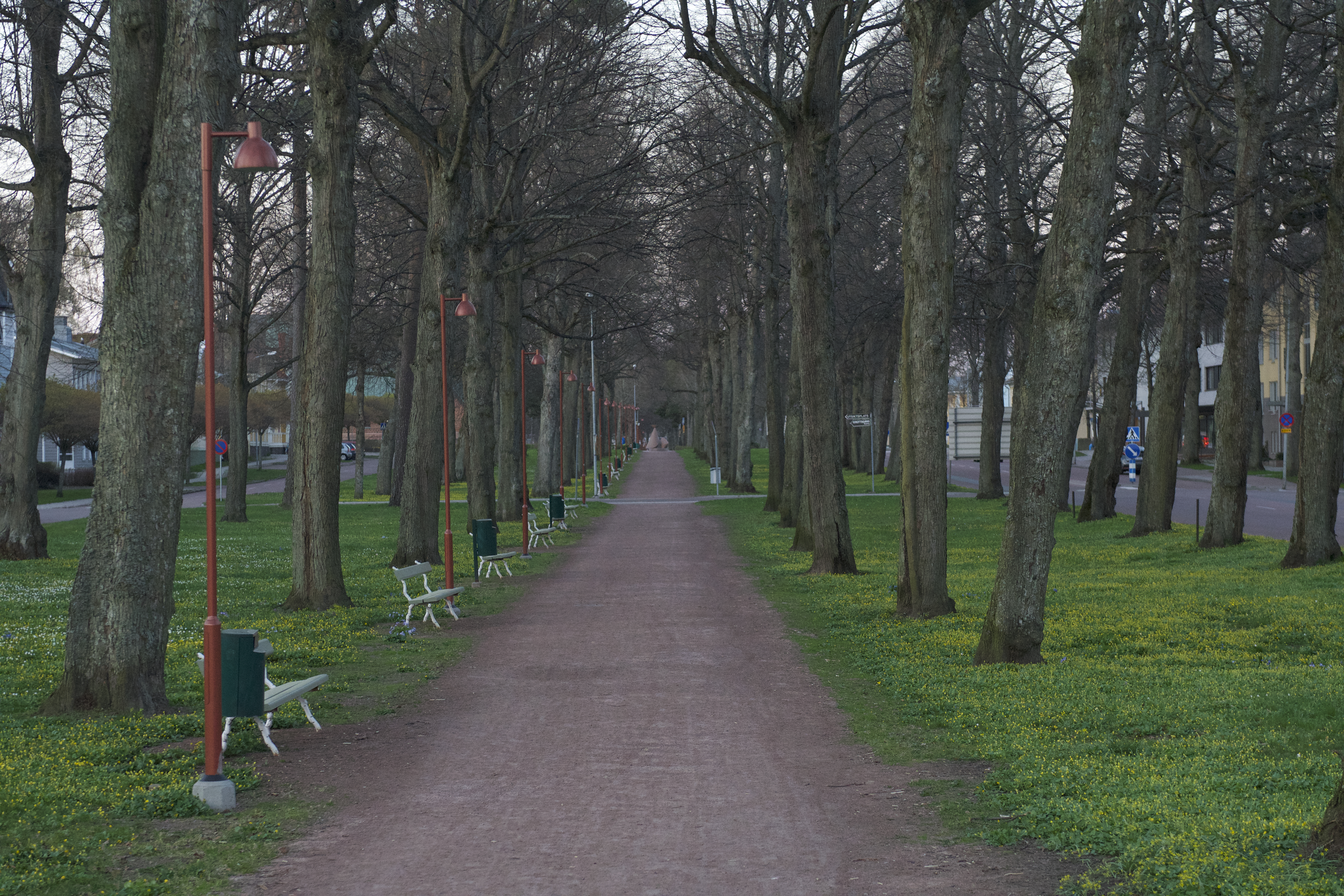
Passeio na cidade